# William Bateson
William Bateson (tiếng Anh: /wil-yuh-m beyt-suhn/, tiếng Việt: /Uy-liam Bêy-tơ-săn/ thường đọc nôm: Ba-tê-sơn) là nhà Động vật học Anh, người đầu tiên trên thế giới vào năm 1906 đề xuất thuật ngữ Di truyền học để gọi khoa học nghiên cứu về di truyền, biến dị và khái niệm "alen" để chỉ một nhân tố di truyền (gen) cụ thể. Ông còn là một trong những nhà khoa học đầu tiên công nhận các tư tưởng của Gregor Mendel sau khi các định luật Mendel được khám phá lại, người tích cực phổ biến di truyền Mendel ở châu Âu. William Bateson còn góp phần quan trọng trong việc dịch bài báo của Mendel - "bản khai sinh Di truyền học" - từ nguyên bản tiếng Đức sang tiếng Anh; ông cũng góp phần xây dựng tượng đài vinh danh Mendel. Tài liệu nghiên cứu về di truyền và biến dị của ông xuất bản năm 1894 là một trong những tài liệu sớm nhất trong lịch sử Di truyền học. Do đó người ta cũng gọi ông là nhà Di truyền học.

## Tiểu sử
Bateson sinh ngày 8 tháng 8 năm 1862 ở Whitby, vùng ven biển Yorkshire, con trai của William Henry Bateson. Thời niên thiếu, Bateson học ở trường trung học Rugby (Rugby School), sau đó học đại học ở St John's College thuộc Cambridge, rồi tốt nghiệp Cử nhân ở đây năm 1883 về lĩnh vực khoa học tự nhiên.
Sau khi ra trường, ông chuyên nghiên cứu về về động vật không xương sống. Từ năm 1883 ông sang Hoa Kỳ làm việc trong phòng thí nghiệm của William Keith Brooks, tại Phòng thí nghiệm Zoölogical Chesapeake ở Hampton, Virginia. Sau đó, khoảng năm 1884, ông trở về Anh thì chuyển sang chuyên ngành tiến hóa, nghiên cứu về biến dị và di truyền.
Năm 1900, ông đọc bài báo "Thí nghiệm với cây lai" của Gregor Mendel mà Hugo de Vries, Carl Correns và Erich Tschermak von Seysenegg đã phát hiện trước đó không lâu, thì phát hiện ra rằng nhiều kết quả nghiên cứu của ông về sinh sản và kế thừa tính trạng đã được Mendel giải thích một cách hoàn hảo hơn cả bản thân mình. Từ đó, ông chuyển hẳn sang lĩnh vực khoa học mà ông gọi là Di truyền học (Genetics).
Ông mất ngày 8 tháng 2 năm 1926 ở London Borough of Merton, thọ 64 tuổi.

## Sự nghiệp
- Trước năm 1900 (trước khi Bateson chuyển sang hẳn lĩnh vực Di truyền học), ông nghiên cứu về các biến đổi liên quan tới cơ chế tiến hóa sinh học chủ yếu dưới ảnh hưởng của học thuyết chọn lọc tự nhiên mà Charles Darwin công bố năm 1859. Các kết quả theo hướng này tập trung trong cuốn "Materials for the study of variation" (Tài liệu nghiên cứu về biến dị) xuất bản năm 1894. Theo hướng này, ông đã cho tiến hành nhiều thí nghiệm lai giống trên cây trồng, trong đó có một số nghiên cứu cộng tác với Edith Rebecca Saunders. Vào khoảng đầu năm 1900, Carl Correns, Hugo De Vries và Erich Von Tschermak cũng đã tiến hành các thí nghiệm lai giống tương tự, dẫn đến "khám phá lại" quy luật Mendel sáu tháng sau đó.
- Khi các quy luật Mendel được phát hiện lại, do tán thành các tư tưởng của Mendel, ông tổ chức một "trường học" không chính thức về di truyền học (school of genetics) ở Cambridge với sự tham gia của nhiều người, trong đó có Florence Margaret Durham, Hilda Blanche Killby (sau này đều là các nhà nữ Di truyền học đầu tiên ở đại học Cambridge).[7] Bateson trở nên nổi tiếng vì thẳng thắn phản đối các quan niệm chống lại Mendel, tuyên truyền và phổ biến học thuyết Mendel (hồi đó gọi là Mendelism), tham gia tích cực trong việc dịch thuật bài báo của Mendel sang tiếng Anh (Mendel's Paper in English)[8].
- Ông là một trong những người thuộc nhóm "the friends of science" (những người bạn của khoa học) tổ chức quyên góp và tham gia xây dựng tượng đài Mendel bằng đá cẩm thạch, khánh thành vào năm 1910 tại Brno.[9]
- Bateson là người đầu tiên đề xuất sử dụng từ "di truyền" (từ tiếng Hy Lạp: γεννώ (gennō) nghĩa là "để sinh") mô tả khoa học nghiên cứu về kế thừa và biến dị vào năm 1905 (trong một bức thư cá nhân gửi Adam Sedgwick, ngày 18 tháng 4 năm 1905).[10]
- Bateson còn là người đồng khám phá hiện tượng di truyền liên kết cùng với Reginald Punnett và Edith Rebecca Saunders, mặc dù giải thích không thoả đáng như Morgan sau đó (xem chi tiết ở trang gen liên kết). Ông và Punnett đã thành lập Tạp chí Di truyền học (ở Anh), sử dụng thuật ngữ "epistasis" mô tả tác động tương hỗ giữa các gen cùng quy định một tính trạng, sau này gọi là hiện tượng tương tác gen.
- Năm 1908, Bateson trở thành giáo sư sinh học tại Đại học Cambridge. Năm 1910, ông rời bỏ nhiệm vụ này, dành phần cuối đời đẻ viết sách và lãnh đạo Học viện John Innes tại Merton (thuộc London, sau này chuyển đến Norwich), biến nó thành một trung tâm nghiên cứu di truyền học.
- Các tác phẩm chính đã công bố:
  - Materials for the Study of Variation.[11]
  - Mendel's Principles of Heredity (1913).[12]
  - Problems of Genetics (1913).[13]